# Paddy Andrews
Paddy Andrews, né le 30 juin 1906 à Dublin et mort le 18 novembre 1981 à Dundrum (Dublin), est un footballeur international irlandais qui évoluait au poste d'arrière latéral. Il passe la majeure partie de sa carrière au sein du Bohemian Football Club.

## Carrière en club
Paddy Andrews grandit à Dublin. Il fréquente l'école de Synge Street et pratique le football gaélique dont il est un des grands espoirs. Il est ainsi sélectionné dans l'équipe junior du comté de Dublin. Andrews est un sportif complet puisqu'il remporte à trois reprises les championnats d'Irlande scolaires en athlétisme. Andrews est ensuite exclu de la pratique des sports gaéliques à cause du bannissement prononcé par la GAA contre les sportifs ayant pratiqué les sports « étrangers ». Il signe alors au Drumcondra Football Club. Il y joue deux saisons avant de signer à UCD où il étudie alors. Il y confirme ses aptitudes en sport en jouant dans l'équipe de cricket et de tennis et en gagnant des compétitions d'athlétisme au disque et au lancer du poids.
Paddy Andrews signe ensuite au sein du club où il va faire l'essentiel de sa carrière, le Bohemian Football Club. Il y remporte plusieurs trophées à commencer par deux championnats d'Irlande en 1933-1934 et 1935-1936. Il gagne une coupe d'Irlande en 1934-1935 et la Coupe de la Ligue en 1934. En 1936 il est le quarantième joueur à porter le brassard de capitaine des Boh's.
Paddy Andrews restera membre du club jusqu'à sa mort. Il en est même le président en 1966-1967. Après sa carrière sportive il devient agent des douanes et vit dans le quartier de Dundrum. Il meurt en novembre 1981 et est enterré au cimetière de Glasnevin.

## Carrière internationale
Paddy Andrews compte une sélection en équipe d'Irlande alors dénommée équipe de l'État Libre d'Irlande. Il joue le 8 décembre 1935 un match contre les Pays-Bas. Avec trois de ses coéquipiers aux Bohemians, Bill McGuire, Plev Ellis et Fred Horlacher, il s'incline face aux Néerlandais sur le score de 5 buts à 3 devant 35 000 personnes rassemblées à Dalymount Park.

## Palmarès
Avec les Bohemians
- Championnat d'Irlande (2)
  - Vainqueur en 1933-1934 et 1935-1936
- Coupe d'Irlande
  - Vainqueur en 1934-1935
- Coupe de la Ligue
  - Vainqueur en 1934